# Temporada 1946-47 de los New York Knicks
La Temporada 1946-47 fue la primera de los New York Knicks en la BAA. Es uno de los miembros fundadores de la BAA y uno de los dos únicos equipos, junto con Boston Celtics, que todavía se mantienen entre los equipos originales en la misma ciudad de su fundación. Su denominación de Knickerbockers hace referencia a los pantalones que llevaban los primeros colonos holandeses de la ciudad, una especie de bombachos enrollados justo por encima de las rodillas, que eran conocidos como "knickerbockers" o "knickers". El símbolo más popular de la ciudad a finales del siglo XIX y comienzos del XX era el denominado "Father Knickerbocker", que llevaba una peluca de algodón, un sombrero de tres puntas, zapatos con hebilla, y, por supuesto, los mencionados pantalones.
La temporada regular acabó con 33 victorias y 27 derrotas, ocupando el tercer puesto de la División Este, clasificándose para los playoffs en los que cayeron derrotados en semifinales por los Philadelphia Warriors.

## Temporada regular
| # | División Este           | División Este | División Este | División Este | División Este |
| # | Equipo                  | G             | P             | %             | PD            |
| - | ----------------------- | ------------- | ------------- | ------------- | ------------- |
| 1 | x-Washington Capitols   | 49            | 11            | .817          | –             |
| 2 | x-Philadelphia Warriors | 35            | 25            | .583          | 14            |
| 3 | x-New York Knicks       | 33            | 27            | .550          | 16            |
| 4 | Providence Steamrollers | 28            | 32            | .467          | 21            |
| 5 | Boston Celtics          | 22            | 38            | .367          | 27            |
| 6 | Toronto Huskies         | 22            | 38            | .367          | 27            |

## Playoffs

### Cuartos de final
(E3) New York Knicks vs. (O3) Cleveland Rebels: Knicks gana las series 2-1
- Partido 1 @ Cleveland: Cleveland 77, New York 51
- Partido 2 @ New York: New York 86, Cleveland 74
- Partido 3 @ New York: New York 93, Cleveland 71

### Semifinales
(E2) Philadelphia Warriors vs. (E3) New York Knicks: Warriors gana las series 2-0
- Partido 1 @ Philadelphia: Philadelphia 82, New York 70
- Partido 2 @ New York: Philadelphia 72, New York 53

## Estadísticas
| Rk | Jugador               | Edad | P  | PT | MP | TC  | TCI  | %TC  | 3P | 3PI | %3P | TL  | TLI | %TL  | RO | RD | RT | AS  | RB | TAP | BP | FP  | PTS |
| -- | --------------------- | ---- | -- | -- | -- | --- | ---- | ---- | -- | --- | --- | --- | --- | ---- | -- | -- | -- | --- | -- | --- | -- | --- | --- |
| 1  | Bud Palmer            | 25   | 42 |    |    | 3.8 | 12.4 | .307 |    |     |     | 1.9 | 2.9 | .669 |    |    |    | 0.8 |    |     |    | 2.6 | 9.5 |
| 2  | Sonny Hertzberg       | 24   | 59 |    |    | 3.4 | 11.8 | .289 |    |     |     | 1.9 | 2.5 | .758 |    |    |    | 0.6 |    |     |    | 1.8 | 8.7 |
| 3  | Ossie Schectman       | 27   | 54 |    |    | 3.0 | 10.9 | .276 |    |     |     | 2.1 | 3.3 | .620 |    |    |    | 2.0 |    |     |    | 2.1 | 8.1 |
| 4  | Stan Stutz            | 26   | 60 |    |    | 2.9 | 10.7 | .268 |    |     |     | 2.2 | 2.8 | .782 |    |    |    | 0.8 |    |     |    | 2.1 | 8.0 |
| 5  | Lee Knorek            | 25   | 22 |    |    | 2.8 | 10.0 | .283 |    |     |     | 2.1 | 3.3 | .653 |    |    |    | 1.0 |    |     |    | 2.9 | 7.8 |
| 6  | Tommy Byrnes          | 23   | 60 |    |    | 2.9 | 9.7  | .300 |    |     |     | 1.7 | 2.7 | .644 |    |    |    | 0.6 |    |     |    | 1.5 | 7.6 |
| 7  | Ralph Kaplowitz       | 27   | 27 |    |    | 2.6 | 10.1 | .259 |    |     |     | 1.9 | 2.6 | .732 |    |    |    | 0.9 |    |     |    | 2.1 | 7.2 |
| 8  | Leo Gottlieb          | 26   | 57 |    |    | 2.6 | 8.7  | .302 |    |     |     | 0.6 | 1.0 | .655 |    |    |    | 0.4 |    |     |    | 1.2 | 5.9 |
| 9  | Bob Cluggish          | 29   | 54 |    |    | 1.7 | 6.6  | .261 |    |     |     | 1.0 | 1.7 | .571 |    |    |    | 0.4 |    |     |    | 2.1 | 4.4 |
| 10 | Hank Rosenstein       | 26   | 31 |    |    | 1.2 | 4.7  | .262 |    |     |     | 1.8 | 3.1 | .600 |    |    |    | 0.6 |    |     |    | 2.3 | 4.3 |
| 11 | Nat Militzok          | 23   | 36 |    |    | 1.4 | 5.9  | .243 |    |     |     | 1.1 | 2.0 | .548 |    |    |    | 0.8 |    |     |    | 2.5 | 4.0 |
| 12 | Frido Frey            | 25   | 23 |    |    | 1.2 | 4.2  | .289 |    |     |     | 1.4 | 2.4 | .571 |    |    |    | 0.6 |    |     |    | 1.6 | 3.8 |
| 13 | Bob Mullens           | 24   | 26 |    |    | 1.0 | 4.0  | .260 |    |     |     | 0.8 | 1.3 | .647 |    |    |    | 0.7 |    |     |    | 1.2 | 2.9 |
| 14 | Aud Brindley          | 23   | 12 |    |    | 1.2 | 4.1  | .286 |    |     |     | 0.5 | 0.6 | .857 |    |    |    | 0.1 |    |     |    | 1.3 | 2.8 |
| 15 | Bob Fitzgerald        | 23   | 29 |    |    | 0.8 | 4.2  | .190 |    |     |     | 1.2 | 2.1 | .600 |    |    |    | 0.3 |    |     |    | 2.3 | 2.8 |
| 16 | John Murphy           | 22   | 9  |    |    | 0.9 | 2.8  | .320 |    |     |     | 0.9 | 1.3 | .667 |    |    |    | 0.0 |    |     |    | 0.3 | 2.7 |
| 17 | Jake Weber            | 28   | 11 |    |    | 0.6 | 2.2  | .292 |    |     |     | 0.5 | 0.7 | .750 |    |    |    | 0.1 |    |     |    | 1.8 | 1.8 |
| 18 | Butch van Breda Kolff | 24   | 16 |    |    | 0.4 | 2.1  | .206 |    |     |     | 0.7 | 1.1 | .647 |    |    |    | 0.4 |    |     |    | 0.6 | 1.6 |
| 19 | Dick Murphy           | 25   | 24 |    |    | 0.6 | 2.4  | .241 |    |     |     | 0.2 | 0.2 | .800 |    |    |    | 0.2 |    |     |    | 0.4 | 1.3 |
| 20 | Frank Mangiapane      | 21   | 6  |    |    | 0.3 | 2.2  | .154 |    |     |     | 0.2 | 0.5 | .333 |    |    |    | 0.0 |    |     |    | 1.0 | 0.8 |